# 史計棟
史計棟（1837年—1909年），字振邦，直隶冀州小寨村人，董海川弟子，其所授之八卦掌，被人稱為史派八卦掌。

## 生平
史計棟家中經營木業，在北京東城門開設義和木廠，為人有義氣，常為同業調解紛爭，因為在家中排名第六，常時人稱史六。幼年拜鐵腿秦鳳儀為師，學習譚腿，平時走路即不停踢腿，數年後盡得其真傳。在秦鳳儀死後，同門師兄尹福拜入董海川門下，因其介紹，也投入董海川門下。因為尹福入門早，列名大師兄，馬維祺居次，史計棟居第三，藝名史立卿。
當時董海川以步法及身法聞名京師，肅親王曾賜匾「大清一人」。史計棟投入其門下時，日夜苦練，走掌時臀低於膝，身汗如雨。董海川自肅王府告老退休後，曾經居住在他家中，認其妻為義女。在董海川死後，也是由史計棟為他辦理後事，立碑記文。
史計棟精於腿法，發腿襲人，令人防不勝防，有「賊腿史六」的綽號。他每日早上都會到東城門腳下，撞擊城壁。又擅長彈弓，發無不中。曾率領弟子掃平京師附近的山寨，逮捕為首的11人，得到清朝六品頂戴。與人角賽多勝，弟子甚多，因為他居住在東城，又稱東城派八卦掌，傳有八卦連環腿。
宣統元年，因為突然急症，搭火車就醫途中逝世。
史計棟無子，以兄子為嗣。

## 弟子
弟子著名者有：韓福順、張德修、于慶進、楊榮本等。